# جرافانا
جرافانا (بالإنجليزية: Grafana)‏ هو تطبيق متعدد المنصات مفتوح المصدر يُستخدم لتحليل البيانات وإنشاء رسوم بيانية تفاعلية. يمكن استخدامه لإظهار البيانات بصورة سهلة وجميلة على الويب عند الاتصال بمصادر البيانات المدعومة.
هناك أيضًا نسخة مدفوعة تسمى "Grafana Enterprise" تقدم ميزات إضافية ويمكن تثبيتها محليًا أو استخدامها كخدمة في سحابة Grafana Labs. يمكن توسيع قدرات جرافانا باستخدام الإضافات. يمكن للمستخدمين إنشاء لوحات مراقبة معقدة باستخدام أدوات الاستعلام التفاعلية. يتم تقسيم جرافانا إلى جزء أمامي (بالإنجليزية: front end)‏ وجزء خلفي (بالإنجليزية: back end)‏مكتوبين بلغات البرمجة تايب سكريبت وGo على التوالي.
كأداة لتصوير البيانات، يُستخدم جرافانا عادة كجزء من أنظمة الرصد والتحليل، ويمكن تكوينه بسهولة مع قواعد البيانات التي تتخذ من سلاسل الزمن (بالإنجليزية: Time series database)‏ مثل InfluxDB و Prometheus و Graphite مصادرًا للبيانات. يُستخدم أيضًا مع منصات رصد مثل Sensu و Icinga و Checkmk و Zabbix و Netdata و PRTG، ومع أنظمة إدارة الأمان ومعلومات الأحداث مثل إلاستيك سيرش و Splunk، بالإضافة إلى مصادر بيانات أخرى. واجهة المستخدم في جرافانا كانت مستوحاة أصلاً من إصدار 3 من كيبانا.

## التاريخ
تم إصدار جرافانا لأول مرة في عام 2014 من قبل توركل أوديغارد (بالإنجليزية: Torkel Ödegaard)‏ كجزء فرعي لمشروع في Orbitz. كانت تستهدف في البداية قواعد البيانات للبيانات الزمنية مثل InfluxDB و OpenTSDB و Prometheus، ولكنها تطورت لتدعم أيضًا قواعد البيانات العلاقية مثل ماي إس كيو إل وبوستجري إس كيو إل ومايكروسوفت إس كيو إل سيرفر.
- في عام 2019، نجحت شركة Grafana Labs في جمع تمويل كمرحلة أولى (بالإنجليزية: Series A round)‏ بقيمة 24 مليون دولار.[11]
- في عام 2020 في جولة تمويل المرحلة الثانية (بالإنجليزية: Series B funding round)‏ تم جمع 50 مليون دولار.[12]
- كان من المقرر عقد مؤتمر "GrafanaCon 2020" في أمستردام في مايو 2020، ولكن تم تحويله إلى حدث بث مباشر عبر الإنترنت لمدة يومين بسبب جائحة فيروس كورونا.[13][14]
- استحوذت جرافانا على k6 في عام 2021.[15][16]
- في عام 2021، نجحت شركة Grafana Labs في جمع تمويل المرحلة الثالثه (بالإنجليزية: Series C funding round)‏بقيمة 220 مليون دولار.[17]

## الانتشار
تم استخدام جرافانا على نطاق واسع، بما في ذلك في بنية الأنظمة التابعة لويكيميديا. وتحظى جرافانا بأكثر من 1000 عميل مدفوعين، بما في ذلك شركات مثل بلومبرغ، جي بي مورغان تشيس، إيباي، باي بال، وسوني.

## الترخيص
سابقًا، كانت جرافانا مرخصة برخصة رخصة أباتشي 2.0 واستخدمت اتفاقية المساهمين المستندة إلى اتفاقية هارموني للمساهمين.
وفي 20 أبريل 2021، تم ترخيص جرافانا بموجب ترخيص رخصة جنو أفيرو العمومية الاصدار الثالث.
وبالنسبة للمساهمين في جرافانا، يجب عليهم التوقيع على اتفاقية ترخيص المساهمين (CLA)، والتي تمنح شركة جرافانا لابز الحق في إعادة ترخيص جرافانا في المستقبل. الCLA مستندة إلى اتفاقية المساهم الفردي لمؤسسة البرمجيات الأباتشي.

## منتجات

### برمجيات مفتوح المصدر
- Loki - منصة لتجميع السجلات تعتمد على Prometheus وتم توفيرها لأول مرة في عام 2019 [22]
- ميمير - أداة تصور مترية تم إصدارها في عام 2022 لتحل محل Cortex [23]
- Tempo - أداة لتتبع السجلات، تم إصدارها في عام 2021 [24]

## وصلات خارجية
- الموقع الرسمي